# Yves Sainclair
Yves Sainclair  è una serie a fumetti di genere avventuroso di ambientazione aviatoria che narra le avventure di tre piloti. Esordì nel 1974 sulla rivista Phenix realizzato da Claude Moliterni, Patrice Serres. La serie venne pubblicata anche in Italia negli anni settanta da Milano Libri su Alterlinus e dalla Eura Editoriale Lanciostory.

## Storia editoriale
La serie venne raccolta in due volumi pubblicati in Francia nel 1975 e nel 1976.
- Sous le ciel du dragon (1975)[4]
- À l'est du Yangzi (1976)[5]

## Altri media
- Les Ailes du dragon (2000) serie animata[2]

## Premi e riconoscimenti
- D'Yves Sinclair aux Ailes du dragon (2007) esposizione presso Médiathèque Jean Ferrat ad Aubenas di tavole a fumetti originali e bozzetti preparatori per la serie animata ispirata alla serie.[2]